# Esla

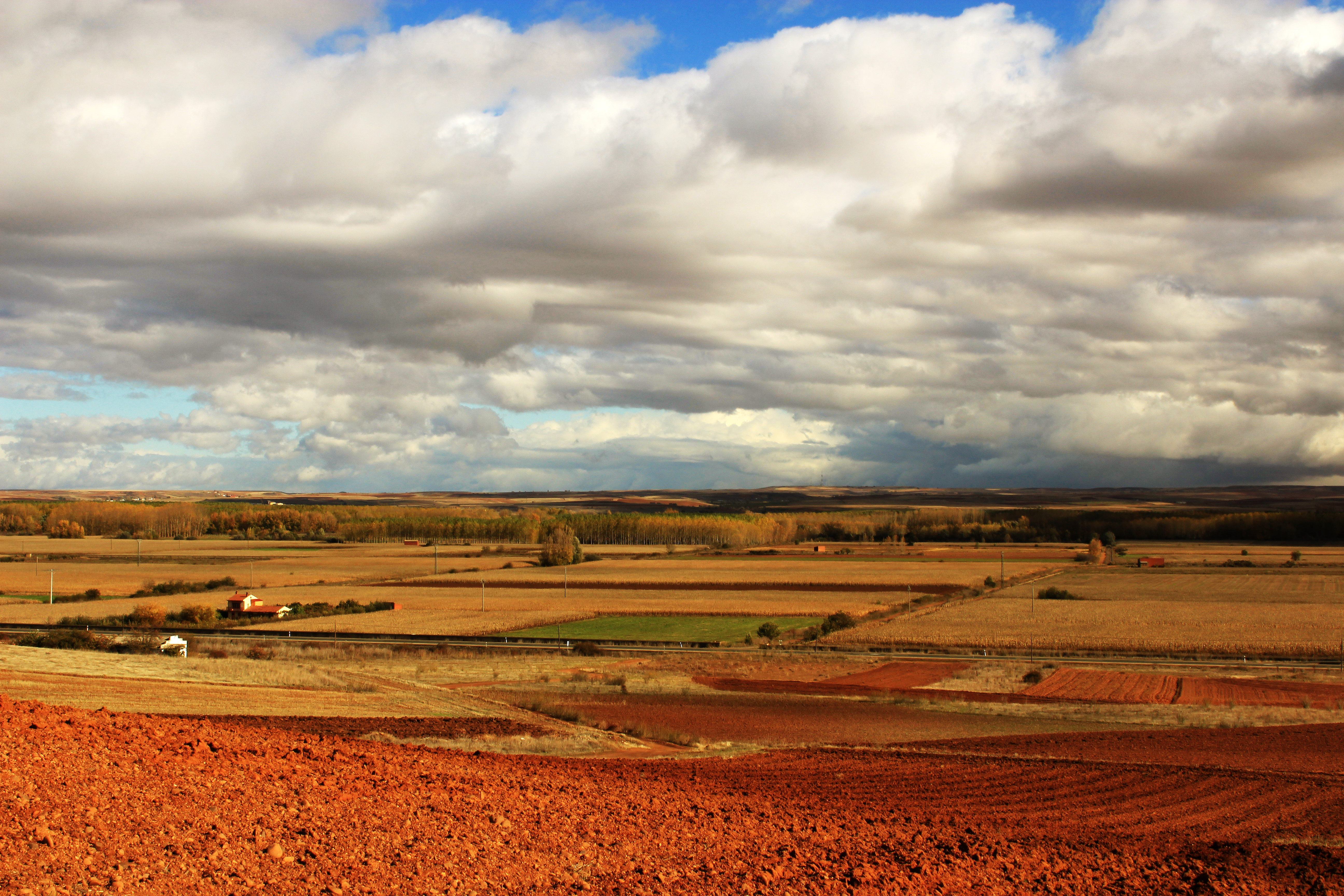
Landschaft am Río Esla bei Villamañan

Der ca. 285 km lange Río Esla ist ein rechter Nebenfluss des Duero in Nordspanien. Er entspringt im Kantabrischen Gebirge am Peña Prieta und fließt durch die Provinzen Léon und Zamora. Schließlich mündet er bei Muelas del Pan (ca. 30 km westlich von Zamora) in den Duero.

## Orte am Fluss
Während seines stets nach Süden und Südwesten führenden Laufes durchfließt der Río Esla die Orte bzw. Kleinstädte Riaño, Cistierna, Gradefes und Valencia de Don Juan.

## Nebenflüsse
Die wichtigsten Zuflüsse des Río Esla sind: Aliste, Porma, Bernesga, Cea, Órbigo und Tera.

## Stauseen
Flussabwärts gesehen wird der Esla durch die folgenden Talsperren zu den gleichnamigen Stauseen (embalses) aufgestaut:
| Talsperre (Kraftwerk) | Betreiber | Max. Leistung (MW) | Stausee (Encoro) | Oberfläche (km²) | Volumen (Mio. m³) |
| --------------------- | --------- | ------------------ | ---------------- | ---------------- | ----------------- |
| Riaño                 | Repsol    | 85                 | Riaño            | 21,65            | 651               |
| Ricobayo              | Iberdrola | 291                | Ricobayo         | 58,55            | 1200              |